# تیساینو
تیساینو (به مجاری:  Tiszajenő) یک منطقهٔ مسکونی در مجارستان است که در ناحیه سولنوک واقع شده‌است. تیساینو ۲۸٫۱۹ کیلومتر مربع مساحت و ۱٬۵۷۷ نفر جمعیت دارد.